# Bakuninismus

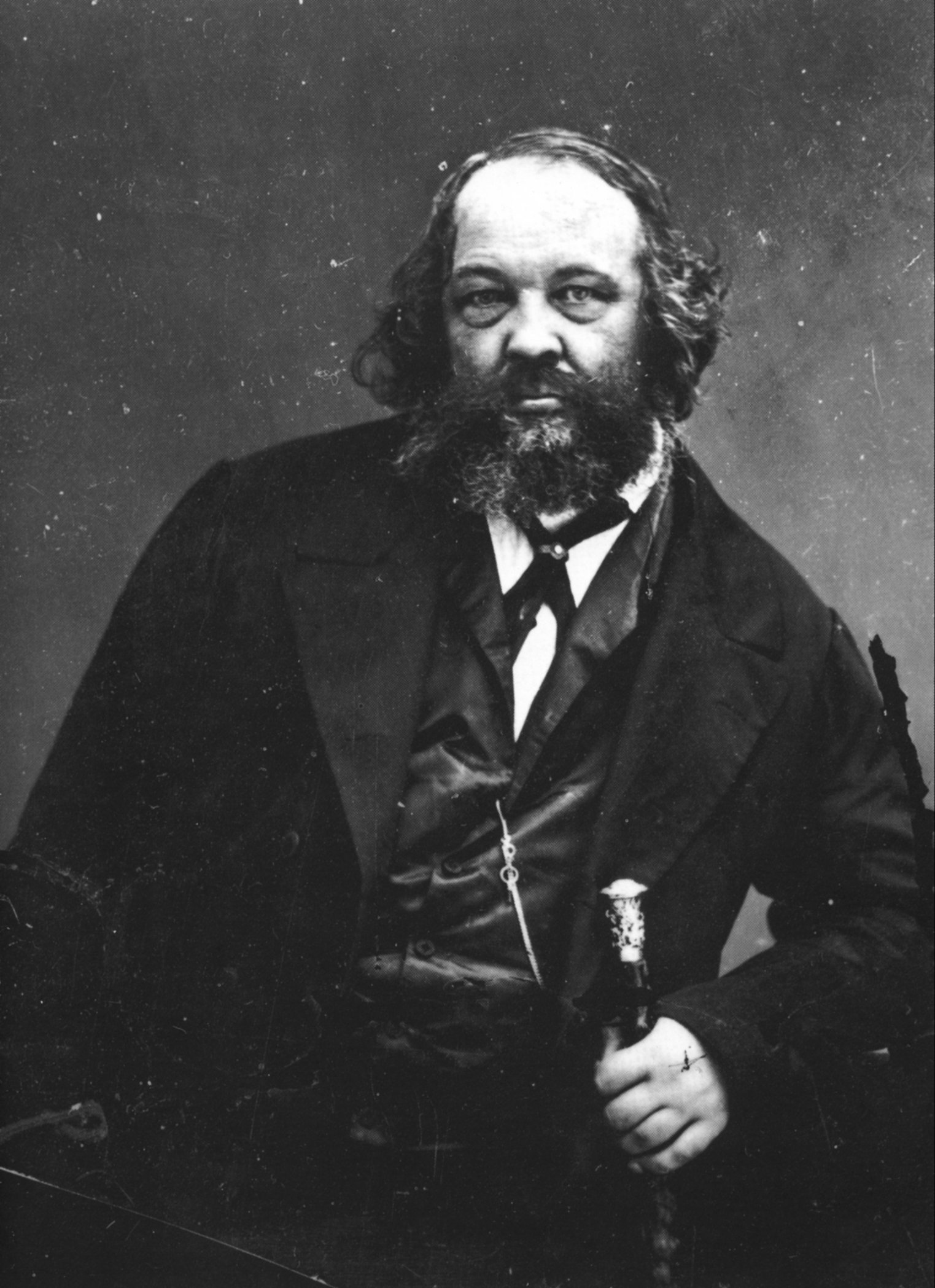
Michail Bakunin (1814–1876) auf einer Fotografie von Nadar (1820–1910)

Der Bakuninismus oder Bakunismus ist eine der Richtungen des Anarchismus, gegründet von dem russischen Anarchisten und Revolutionär Michail Bakunin (1814–1876). Die Bezeichnung wurde nicht von Bakunin selbst, sondern von seinen Kritikern geprägt.

## Geschichte
Michail Bakunin und seine Anhänger der anarchistischen Gesellschaftskritik (die „Bakunisten“ bzw. „Bakuninisten“) waren der Ansicht, dass Föderalismus und Selbstverwaltung die staatliche Zentralisierung ersetzen sollten und kapitalistische Unterdrückung durch Sozialismus und kollektives Eigentum ersetzt werden sollte. Der Staat wurde besonders stark kritisiert. Bakunin glaubte, „wo der Staat beginnt, endet die Freiheit des Individuums, und umgekehrt“. Aufgrund ihrer Haltung gegenüber dem Staat unterschied er zwischen germanischen Völkern (eher zu Staatlichkeit, Zentralismus und Bürokratie geneigt) einerseits und romanischen und slawischen Völkern (eher zu Freiheit und Selbstverwaltung geneigt) andererseits. Befürworter des Bakuninismus forderten eine soziale Revolution, die staatliche Institutionen zerstören würde. Obwohl die Revolution von Geheimgesellschaften der Revolutionäre vorbereitet werden muss, müsse sie in ihrer Form ein „spontaner Aufruhr“ von „ungelernten Arbeitern“ (Proletariat) in Europa und Bauern in Russland sein. Der Bakuninismus war in Frankreich weit verbreitet (insbesondere in der Zeit der Pariser Kommune von 1871), in Italien, Spanien, Russland und anderen Ländern. Nach Georgi Plechanow (1856–1918) war der Bakuninismus eine russische Form des Blanquismus, die sich nur durch die Idealisierung der russischen Bauernschaft auszeichnete. Karl Marx wandte sich gegen den auf den französischen Sozialreformer und Theoretiker Pierre-Joseph Proudhon zurückgehenden Proudhonismus und den Bakuninismus. Die Anhänger des Bakuninismus gründeten einen eigenen Flügel in der Ersten Internationale und stellten sich dort den Anhängern von Karl Marx entgegen.